# Sedlec u Karlových Var

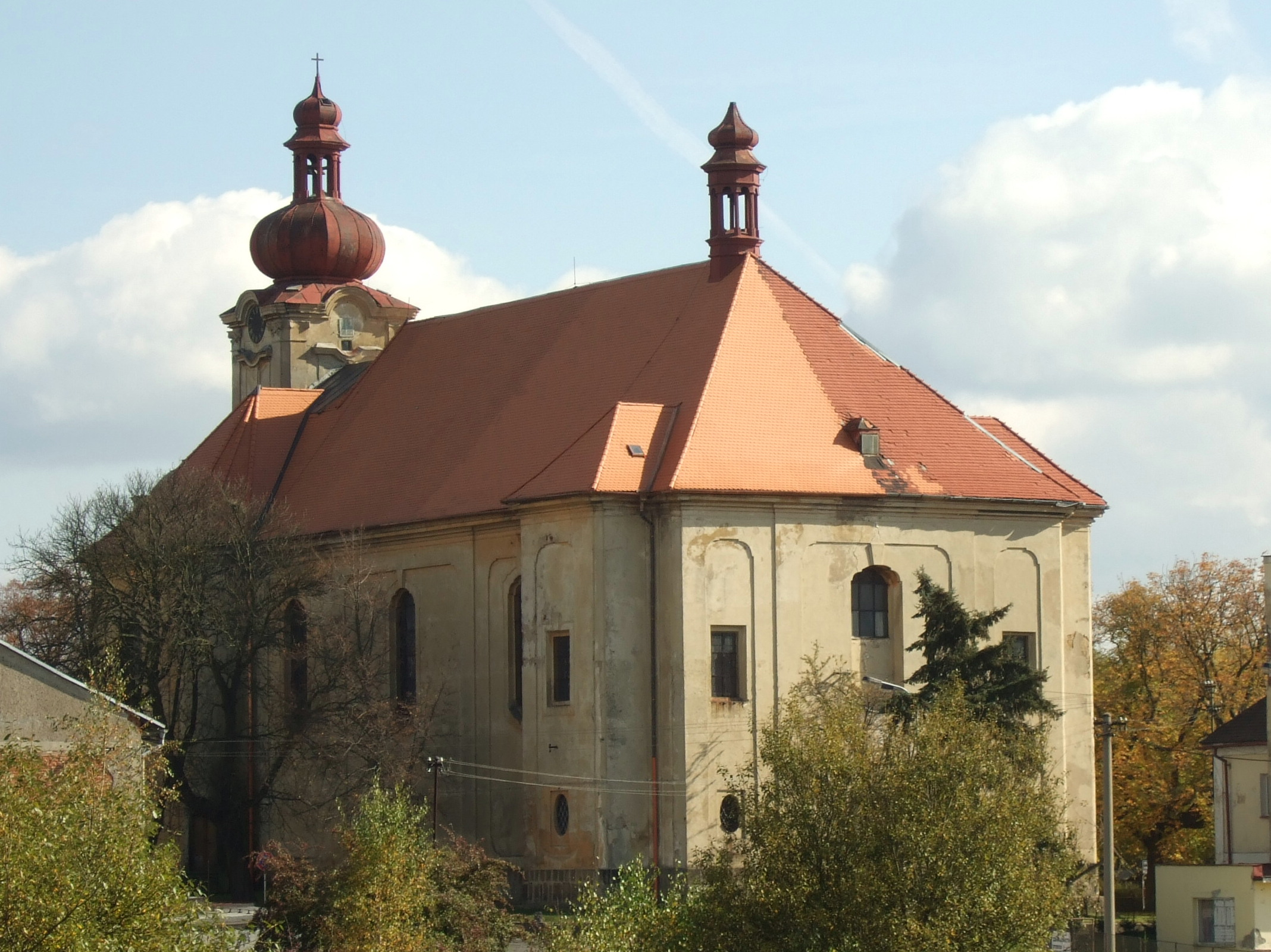
Pfarr- und Wallfahrtskirche St. Anna

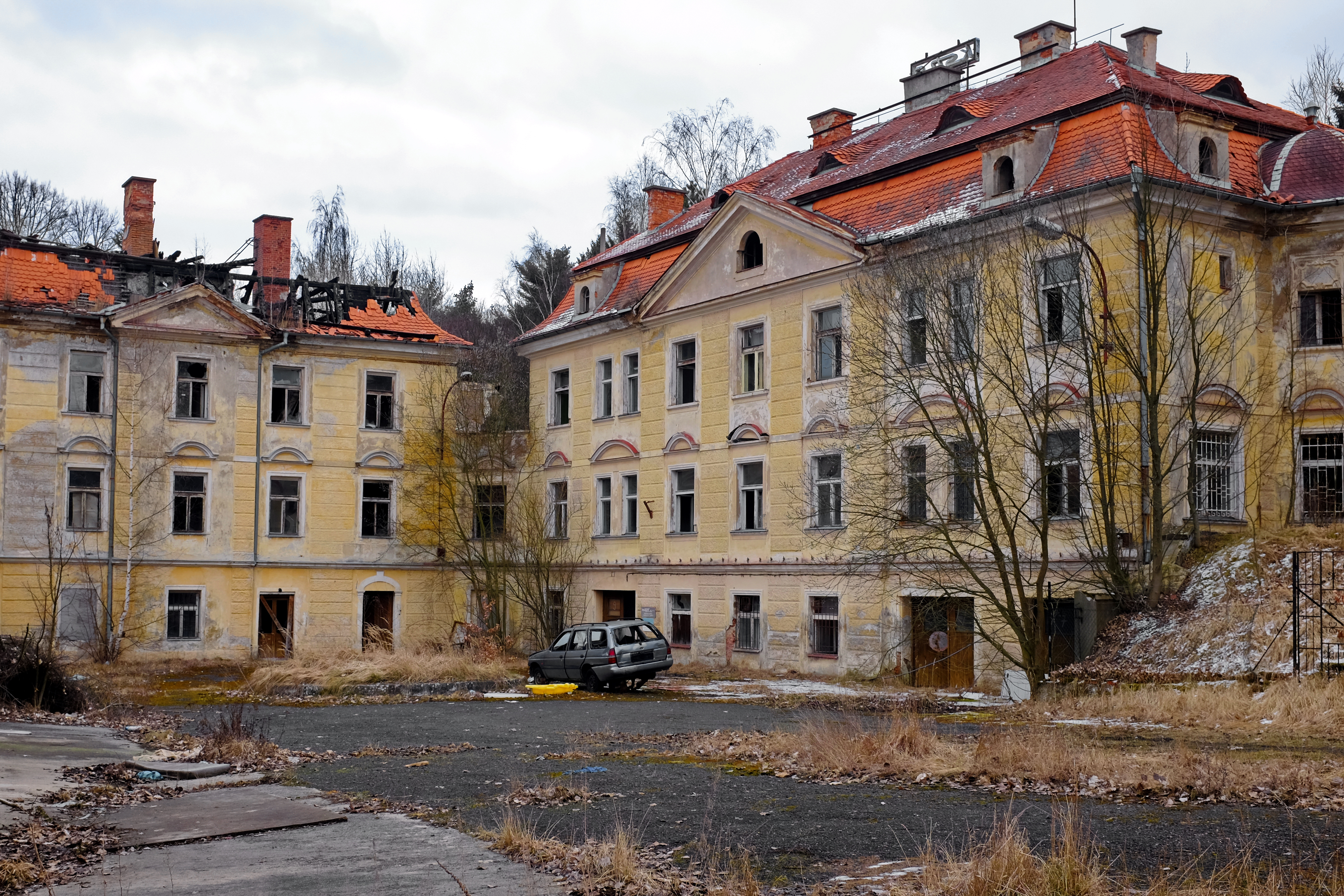
Schloss Zettlitz

Sedlec (deutsch Zettlitz) ist ein Ortsteil der Stadt Karlsbad in Tschechien mit 560 Einwohnern (2011).

## Geografische Lage
Sedlec liegt auf einer Anhöhe am nördlichen Stadtrand von Karlsbad und ist von Dutzenden von Teichen und Sümpfen umgeben, von denen einige aus dem Kohlen- und Kaolinabbau entstanden sind.

## Geschichte
Sedlec ist slawischen Ursprungs und wird in Zusammenhang mit der Gründung des Bistums Prag im Jahre 973 erstmals erwähnt. Seit dem 10. Jahrhundert befand sich dort eine Burg der Sedlitschanen. Wahrscheinlich lag sie auf dem Gelände des heutigen Schlosses. Seit 980 war das Dorf Sitz eines Erzdiakons und bis 1226 Mittelpunkt einer provincia Sedlensis der Přemysliden. Seit dem 13. Jahrhundert unterstand Zettlitz mit dem gleichnamigen Ländchen der Herrschaft Elbogen.
1290 wurde eine neue steinerne Kirche erbaut. Von 1571 bis 1624 war sie mit einem lutherischen Geistlichen versehen. Noch 1630 waren Zettlitz und die umliegenden Gemeinden protestantisch. Im 17./18. Jahrhundert war das Gnadenbild, die Statue der hl. Anna selbdritt ein bedeutendes Pilgerziel. Unter dem Kirchenpatron Markgraf Ludwig Georg von Baden-Baden erfolgte von 1738 bis 1749 ein Neubau der Wallfahrtskirche.
1847 zählte das Dorf 25 Häuser mit 154 Einwohnern, eine Pfarrkirche, eine Schule und zwei Wirtshäuser. Bis zur Aufhebung der Patrimonialherrschaften 1848/49 war Zettlitz dem Dominium Tüppelsgrün zugehörig und wurde dann dem Gerichtsbezirk Karlsbad zugeteilt. Nach dem Münchner Abkommen wurde der Ort dem Deutschen Reich zugeschlagen und gehörte bis 1945 zum Landkreis Karlsbad. Aufgrund der Beneš-Dekrete wurden die deutschen Bewohner nach 1945 vertrieben.

## Wirtschaft
Das Zettlitzer Revier zählte zu den bedeutendsten Kaolinlagerstätten Böhmens. 1544 ist erstmals eine Verhandlung des Elbogener Kreishalters Jakob Brunner über die Lehensgebühren von Tongruben und Eisenbergwerken in Zettlitz nachgewiesen. Seit Ende des 18. Jahrhunderts wurde das gewonnene, besonders hochwertige Kaolin als Rohstoff von dem aus Thüringen stammenden Christian Nonne (1733–1813) für die Porzellan-Herstellung in Klösterle an der Eger verwendet, was wesentlich zum Aufschwung der böhmischen Porzellanindustrie beitrug. Als Wegbereiter und Förderer dieses wichtigen Industriezweiges gelten die Unternehmer und Grundbesitzer Jakob Lorenz und Anton Pfeiffer.
Der groß angelegte Bergbau begann erst Ende des 19. Jahrhunderts, als am 6. November 1891 offiziell das Recht zum Kaolinabbau gewährt wurde. Das gegründete Unternehmen Zettlitzer Koalinwerke AG führte seit 1892 den Markennamen Zettlitzer Kaolin. In den vier örtlichen Minen förderte man in den 1890er Jahren jährlich 1.500 Tonnen Kaolin. Bis 1914 erhöhte sich der Abbau auf jährlich 30.000 Tonnen Kaolin.

## Sehenswürdigkeiten
- Pfarr- und Wallfahrtskirche St. Anna, erbaut von 1738 bis 1749
- Schloss Zettlitz, erbaut im 17. Jahrhundert, teilweise verfallen
- Mariensäule
- ehemaliger Meierhof Přemilovice (Premlowitz)